# تاريخ نيبال

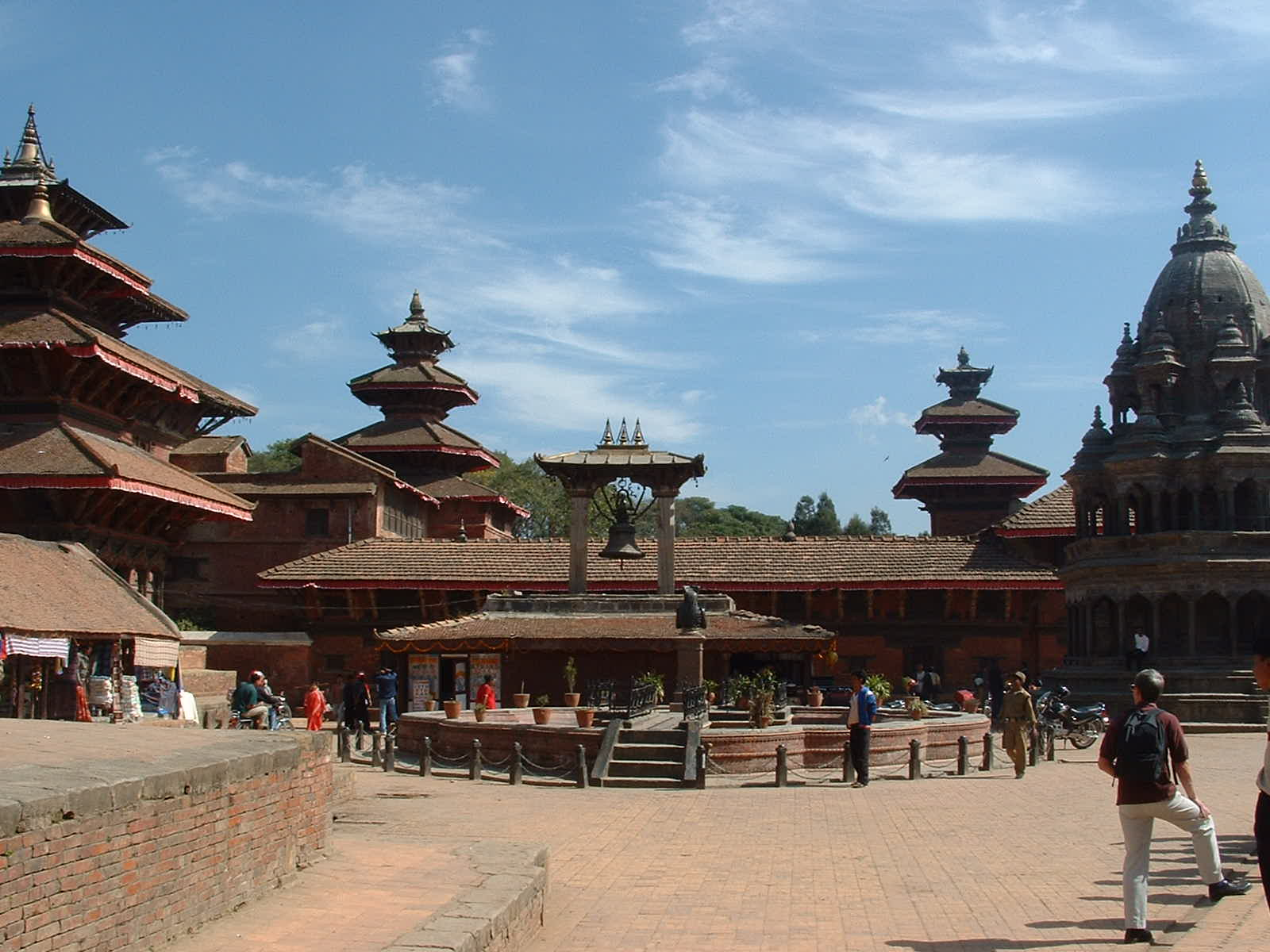
معابد هندوسية في باتان

يبدو أن شعوب كيراتا من أقدم الشعوب التي استوطنت النيبال؛ وقيل إنها قد حكمت النيبال لحوالي 2500 سنة.

## العصور القديمة

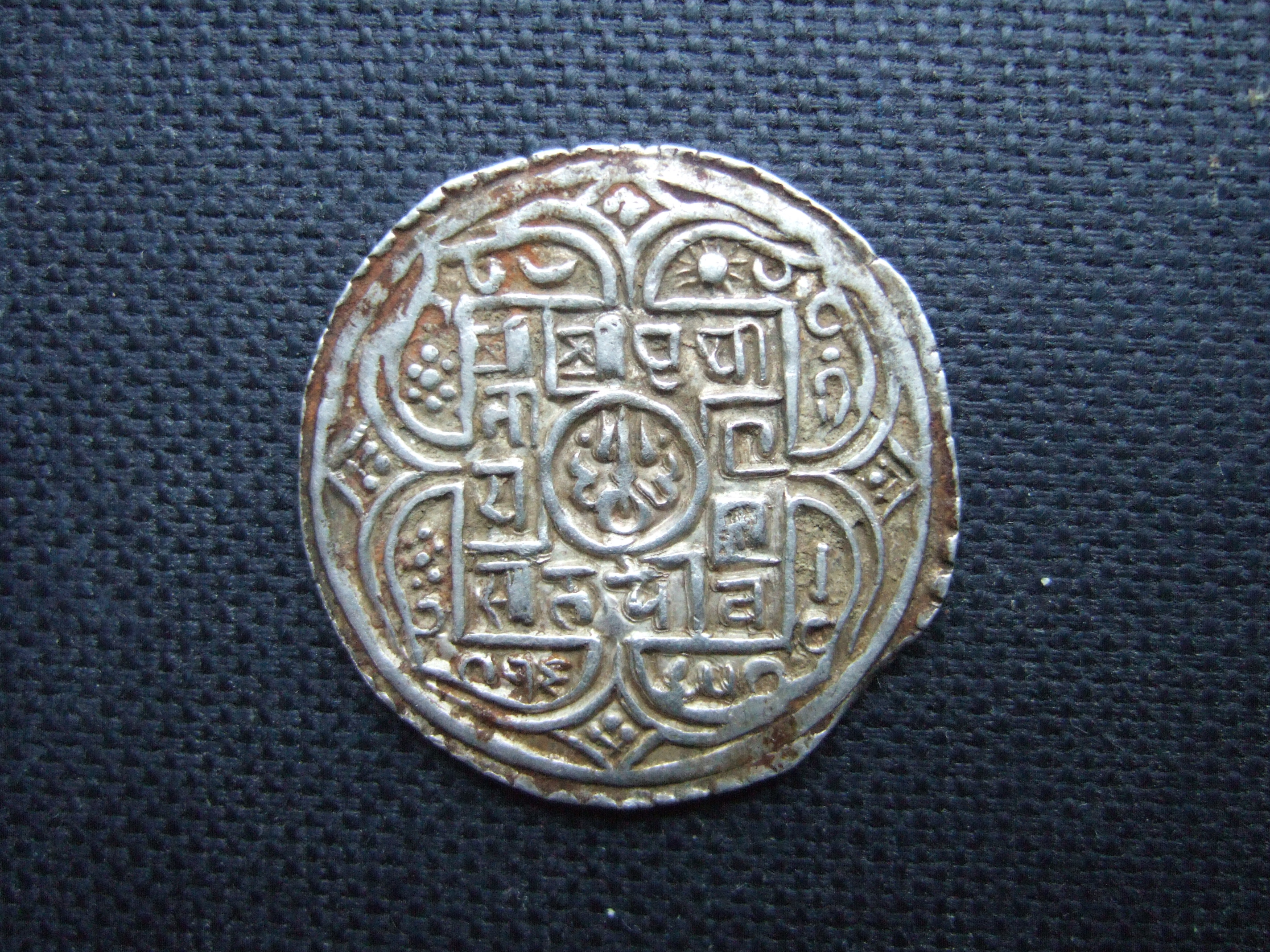
موهار برثفي نارايان شاه: عملة تاريخية تجسد سلطة وحضارة نيبال في العصور القديمة

تم ذكر النيبال لأول مرة في التاريخ في نص الفيدية باعتبارها منطقة يتم فيها تصدير البطانيات، وتلاه عدد كبير من النصوص القديمة التي تتحدث عن جمال وقوة النيبال، كما تم ذكر النيبال في بعض النصوص الهندوسية مثل بوجا نارايانا. حوالي عام 500 قبل الميلاد، نشأت ممالك صغيرة واتحادات العشائر في المناطق الجنوبية من نيبال، من واحد من هؤلاء، نشأ الأمير سيدهارتا غوتاما (563-483 قبل الميلاد) ليكون حاكماً على شاكيا، ولكنه تخلى عن مكانته في وقت لاحق ليقود حياة التقشف وعرف باسم بوذا («المستنير»)، ويعتقد أن جيتيداستي ملك كيراتا السابع كان على عرش الحكم في وادي النيبال في ذلك الوقت.

## العصور الوسطى

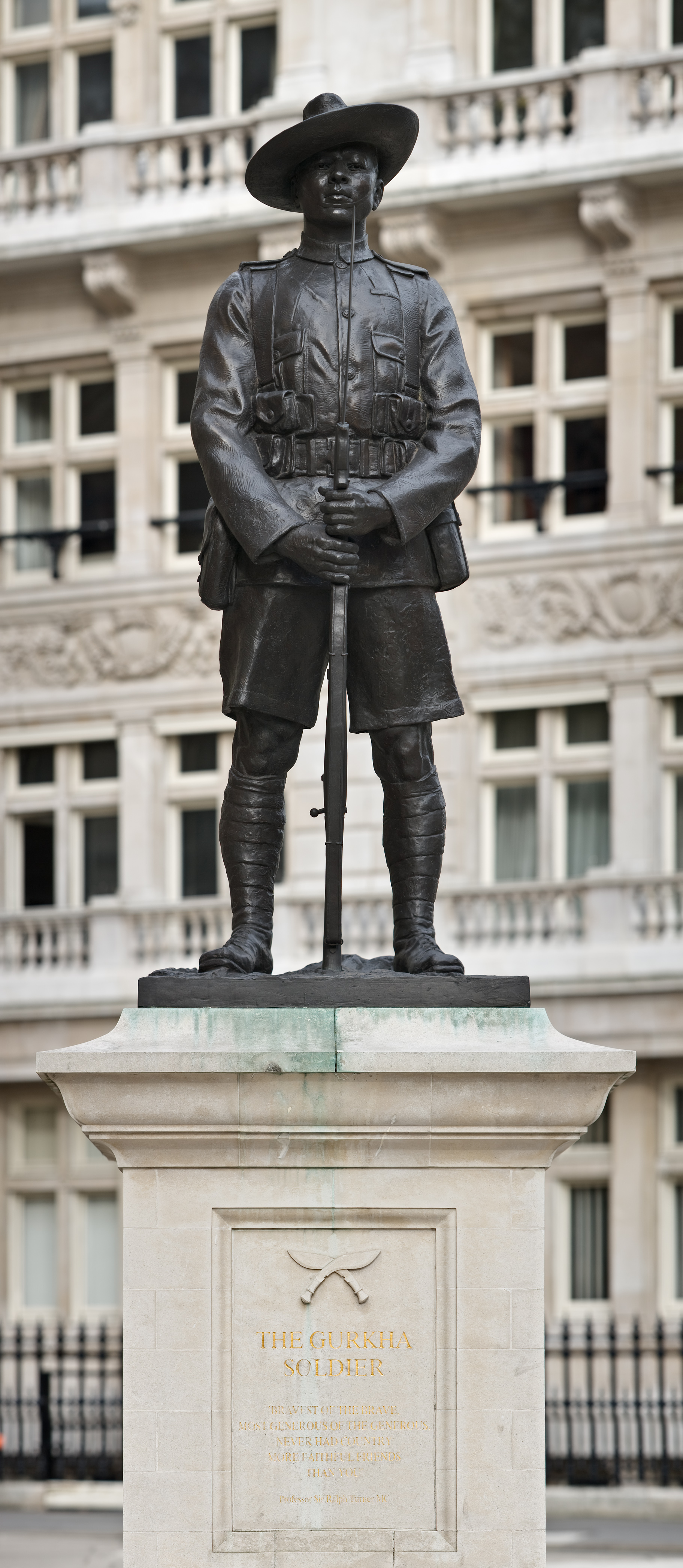
تمثال لجندي غوركها

في أوائل القرن 12 بعد الميلاد، برز قادة في أقصى غرب نيبال انتهت أسماؤهم بـ«مالا» (أي «مصارع» باللغة السنسكريتية)، وقد امتدت سلطة هؤلاء الملوك إلى حوالي 200 سنة، وقد انتهت تلك الفترة بانقسام المملكة إلى ما يقارب 24 دويلة، ولكن في أواخر القرن 14 ظهرت سلالة أخرى من قبيلة المالا تحت سيطرة الحاكم جاياسثتي في وادي كاتماندو، مما أدى إلى استرجاع وحدة الحكم في أغلبية مناطق وسط النيبال، غير أنه في عام 1482 انقسمت المملكة إلى ثلاثة ممالك: كاتماندو، وباتان، وبهاكتابور.

## مملكة نيبال
في منتصف القرن 18، بعد قرون من التنافس بين الممالك الصغيرة الثلاث، اقترح بريثفي نارايان شاه ملك غورخا أن تتوحد الممالك، فسعى لامتلاك الأسلحة والمساعدات من الهند وشراء حدود الممالك الهندية المحايدة، وقد شرع في مهمته في عام 1765، وبعد عدة معارك دامية وحصار دام 3 سنوات نجح الملك في توحيد وادي كاتماندو والأراضي المحيطة بها، ومع ذلك فإنه لم تنشأ أية معركة فعلية لاحتلال وادي كاتماندو، فقد سيطر عليه بريثفي نارايان شاه وقواته دون أي جهد يذكر، حيث أن قاطني الوادي كانوا مجتمعين للاحتفال بمهرجان ال «إندرا جاترا» (مهرجان يحتفل فيه شعب نيوا)، وقد شهد هذا الحدث ولادة أمة حديثة في النيبال. في عام 1788 م، اجتاح النيباليون ولاية سيكيم في الهند وأرسلوا غارة تأبينية إلى التبت، كما احتلوا أيضاً مقاطعة كانجرا في شمال الهند، وفي عام 1809، تدخل رانجيت سينغ حاكم ولاية السيخ في بنجاب وأبعد الجيش النيبالي إلى شرقي نهر سوتليج.
امتدت مملكة نيبال العظمى في أقصى مدى لها من نهر تيستا في الشرق، إلى كانجرا في الغرب عبر نهر سوتليج، فضلاً عن المزيد من المساحات في سهول تيراي في الجنوب وجبال الهملايا في الشمال عما هي عليه في الوقت الحاضر، ولكن النزاع للسيطرة على الجبال مع التبت والحرب التي تلت ذلك أجبر النيباليين إلى التراجع ودفع تعويضات كبرى إلى التبت.

## الجمهورية
أعلنت النيبال جمهورية في 28 مايو 2008 بعد 240 عام من الملكية، فقد التأمت الجمعية الوطنية المنتخبة (البرلمان) في ذلك الحين لغرض إلغاء الملكية رسمياً وإعداد دستور وطني جديد، يذكر ان البرلمان كان يضم 575 نائباً وقد أدوا اليمين القانونية أمام أكبر أعضاء المجلس سناً، وبالإضافة إلى هذا العدد الكبير من النواب قامت الأحزاب الرئيسية في البلاد بتعيين 26 نائباً اخر لينضمو إلى المجلس. ويذكر ان النواب الجدد استخدموا لغتهم الأم في أداء القسم، وارتدوا ثيابهم التقليدية لبلدهم متعدد الأعراق.
في 23 ديسمبر/كانون الأول 2007 تم الاتفاق على إنهاء الحكم الملكي في نيبال. الاتفاق الذي أتى بعد سنين من القتال بين قوات الحكومة وقوات المتمردين الماويين الشيوعية  نصت على أن تتحول نيبال إلى جمهورية في 2008 م. بعد التصويت الذي تم في أوائل 2008 وأن تقود البلاد حكومة مؤقتة وقتها.
وفي 28 مايو 2008 م. صوت البرلمان على إنهاء الملكية وإنهاء فترة استمرت 239 عاماً من الحكم الملكي، وأعلنت جمهورية نيبال الفيدرالية بحيث يكون لها رئيس دستوري (رئيس جمهورية) ورئيس تنفيذي للحكومة (رئيس مجلس الوزراء) وتم اعلان يوم 28 مايو من كل عام عيداً وطنياً والذي يصادف يوم الجمهورية النيبالية.
حيث استبدلت صورة الملك على عملة الوطنية بصورة لجبل إيفرست أشهر معالم البلاد السياحية، وأزيلت كلمة الملكية من شركة الطيران الوطنية لتصبح «الخطوط النيبالية» فقط، وأُزيلت كلمة الملكية من كافة المؤسسات والشركات وأممت القصور الملكية.

## وصلات خارجية
- نيبال: دراسة تاريخية للمملكة الهندوسية (بالفرنسية)